# 트로페 데 샹피옹 2023
트로페 데 샹피옹 2023(Trophée des Champions 2023)은 트로페 데 샹피옹의 28번째 대회로 2024년 1월 3일에 프랑스 파리에 위치한 파르크 데 프랭스에서 개최되었다. 리그 1 2022-23 시즌 우승 팀인 파리 생제르맹과 쿠프 드 프랑스 2022-23 시즌 우승 팀인 툴루즈가 경기를 가졌다.

## 개최지 선정
2023년 4월, LFP는 태국의 방콕에 위치한 라차망칼라 스타디움에서 트로페 데 샹피옹을 개최한다고 발표했으며, 일정은 8월 5일로 예정되었다. 하지만 2023년 5월에 태국 주최측인 프레시 에어 페스티벌 그룹은 라마 10세 국왕의 장녀인 팟차라끼띠야파 나렌티라텝파야와디 공주의 건강 상태로 인해 공식적으로 행사를 철회했고, 이로 인해 겨울에 다른 외국에서 열릴 회의까지 취소되었다. 2023년 6월 5일, LFP의 뱅상 라브륀 회장이 태국 조직의 취소를 확인하면서, 대회가 해외에서 1월에 개최될 것임을 시사하였다.
이후 언론에서는 대회가 2024년 1월 3일에 사우디 아라비아나 카타르에서 열릴 것이라고 보도하기도 했으나, 12월 1일에 LFP에서 대회를 파리의 파르크 데 프랭스에서 개최한다고 공식적으로 발표했다.

## 대회 정보

### 상세 정보
| 파리 생제르맹            | 2 – 0 | 툴루즈 |
| ------------------------ | ----- | ------ |
| - 이강인 3′ - 음바페 44′ | 기록  |        |

| 파리 생제르맹 | 툴루즈 |

| GK            | 99 | 잔루이지 돈나룸마 |     |     |
| RB            | 2  | 아슈라프 하키미   |     |     |
| CB            | 5  | 마르키뉴스        |     |     |
| CB            | 37 | 밀란 슈크리니아르 |     | 71′ |
| LB            | 21 | 루카스 에르난데스 | 77′ |     |
| CM            | 33 | 워렌 자이라에머리 |     |     |
| CM            | 17 | 비티냐            | 46′ |     |
| CM            | 19 | 이강인            |     |     |
| RW            | 10 | 우스만 뎀벨레     |     | 69′ |
| CF            | 7  | 킬리안 음바페     |     |     |
| LW            | 29 | 브래들리 바르콜라 |     | 66′ |
| 교체 명단:    |    |                   |     |     |
| GK            | 1  | 케일러 나바스     |     |     |
| DF            | 26 | 노르디 무키엘레   |     |     |
| DF            | 35 | 루카스 베라우두   |     | 71′ |
| MF            | 4  | 마누엘 우가르테   |     |     |
| MF            | 11 | 마르코 아센시오   |     | 69′ |
| MF            | 15 | 다닐루 페레이라   |     |     |
| MF            | 28 | 카를로스 솔레르   |     |     |
| FW            | 9  | 곤살루 하무스     |     |     |
| FW            | 23 | 랑달 콜로 무아니  |     | 66′ |
| 감독:         |    |                   |     |     |
| 루이스 엔리케 |    |                   |     |     |

| GK                       | 50 | 기욤 레스트                |  |     |
| RB                       | 13 | 크리스티앙 마비사          |  | 76′ |
| CB                       | 23 | 무사 디아라                |  |     |
| CB                       | 2  | 라스무스 니콜라이센        |  |     |
| LB                       | 17 | 가브리엘 수아소            |  |     |
| CM                       | 24 | 크리스티안 카세레스 주니어 |  |     |
| CM                       | 4  | 스테인 스피링스            |  |     |
| RW                       | 15 | 아론 된눔                  |  | 65′ |
| AM                       | 8  | 뱅상 시에로                |  | 76′ |
| LW                       | 11 | 세자르 겔라베르            |  | 65′ |
| CF                       | 9  | 티스 달링가                |  |     |
| 교체 명단:               |    |                            |  |     |
| GK                       | 30 | 알렉스 도밍게스            |  |     |
| DF                       | 12 | 워런 카만지                |  | 76′ |
| DF                       | 31 | 케빈 케벤                  |  |     |
| MF                       | 5  | 데니스 젠로우              |  |     |
| MF                       | 22 | 나탄 스퀴태                |  | 65′ |
| MF                       | 34 | 노아 라흐마디              |  |     |
| FW                       | 10 | 이브라힘 시소코            |  | 76′ |
| FW                       | 14 | 야니스 베그라위            |  |     |
| FW                       | 19 | 프랑크 마그리              |  | 65′ |
| 감독:                    |    |                            |  |     |
| 카를레스 마르티네스 노벨 |    |                            |  |     |

- 최우수 선수: 이강인 (파리 생제르맹)[1]

| 부심: 그웨나엘 파스퀄로티 줄리앙 오브 대기심: 마티유 베르니치 비디오 판독심: 브누와 밀로 보조 비디오 판독심: 윌리암 레비스 | 경기 규칙 - 전•후반 90분동안 치러진다. - 전•후반 무승부일 경우 승부차기를 통해 우승팀을 가린다. - 9명의 교체 선수를 등록할 수 있으며, 최대 5명까지 교체할 수 있다. |